# Рудницкий, Михаил Иванович

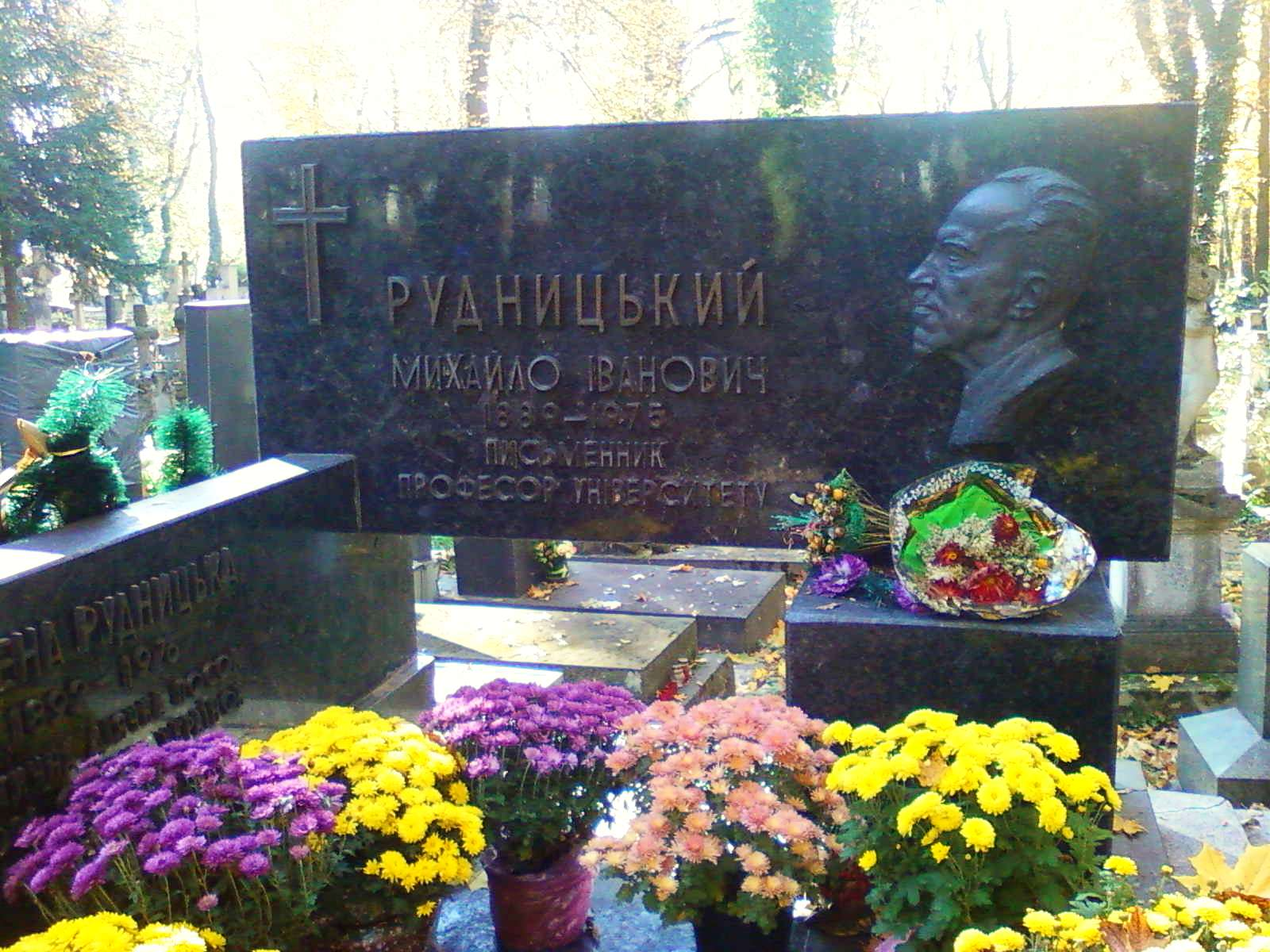
Памятник на могиле профессора Михаи́ла Рудни́цкого на Лычаковском кладбище (Львов)

Михаи́л Ива́нович Рудни́цкий (укр. Миха́йло Іва́нович Рудни́цький; 26 декабря 1888 [7 января 1889], Подгайцы — 1 февраля 1975, Львов) — украинский общественный деятель, литературовед, критик, писатель, переводчик.

## Биография
Родился в семье нотариуса. В 1900-х гг. учился в гимназии во Львове вместе с сыновьями И. Я. Франко Андреем и Тарасом. В 1912 году окончил Львовский университет. Защитив диссертацию на тему «Иван Франко как писатель и критик», получил степень доктора философии. В 1910—1911 и в 1919—1922 гг. жил в Париже и Лондоне, где получил глубокие знания в мировой литературе.
В 1922—1929 гг. заведовал литературным отделом газеты «Дело», в 1939—1940 гг. — работал в редакции газеты «Вольная Украина». С 1944 г. возглавлял кафедру английской филологии в Львовском университете имени Ивана Франко, до 1947 г. занимал должность декана факультета иностранных языков.
Среди учеников М. И. Рудницкого — Л. А. Кузнецова, Ю. С. Новиков.
Похоронен на Лычаковском кладбище во Львове.

## Творчество
Печатался с 1908 г. Автор монографий «Между идеей и формой» (1932), «От Мирного до Хвылевого» (1936), сборник стихов «Глаза и уста» (1932), мемуаров «Писатели вблизи», «В услужении у Мельпомены», новелл, очерков, повестей, многих статей, переводов, театральных и кинорецензий.

### Избранные труды
- Беляев В. П., Рудницкий М. И. Под чужими знамёнами [Памфлеты] / Пер. с укр. А. Кравченко. — М.: Мол. гвардия, 1954. — 208 с. — 90 000 экз.
- Рудницкий М. И. Иван Франко : Первые впечатления // Иван Франко в воспоминаниях современников. — М., 1966. — С. 316—365.

переводы
- Прево (аббат). Iсторія невірноi Manon Lescaut / Пер. М. Рудницького. — Львів, 1939. — 158 с. — (Б-ка «Діла»; Ч. 39).

## Награды
- Орден «Знак Почёта»,
- Медаль «За доблестный труд в Великой Отечественной войне 1941—1945 гг.»,
- Почётная грамота Президиума Верховного Совета УССР,
- другими государственными наградами.